# Кашгар (округ)
Округ Кашгар (уйг. قەشقەر ۋىلايىتى / Қәшқәр вилайити‎, кит. упр. 喀什地区, пиньинь Kāshí Dìqū) — округ в Синьцзян-Уйгурском автономном районе КНР. Власти округа размещаются в городском уезде Кашгар.

## География
Округ расположен на стыке границ с Таджикистаном, Кыргызстаном, Афганистаном и спорными с Индией территориями.

## История
В VII веке после завоевания Западного края империей Тан в этих краях находился один из «четырёх округов умиротворённого Запада».
При империи Цин в 1884 году была образована административная единица «Кашгарский регион» (喀什噶尔道), в подчинении которой находились:
- две управы,
- один непосредственно управляемый комиссариат,
- один пограничный комиссариат и
- одна непосредственно управляемая область.

После Синьхайской революции Кашгарский регион был преобразован в Кашгарский административный район.
В 1933—1934 гг. город Кашгар был столицей Исламской республики Восточного Туркестана, не получившей международного признания. На базе Кашгарского административного района был сформирован столичный округ…
В 1943 году Кашгарский административный район был разделён на Район № 3 (Кашгар) и Район № 10 (Яркенд). После образования КНР (1949 г.) были созданы Специальный район Кашгар и Специальный район Яркенд. В 1956 году Специальный район Яркенд был расформирован, а его земли вошли в состав Специального района Кашгар. В январе 1971 года Специальный район Кашгар был преобразован в Округ Кашгар.
Решением Госсовета КНР от 17 сентября 2002 года Тумшук был выделен из состава уезда Маралбаши в отдельный городской уезд, подчинённый непосредственно правительству Синьцзян-Уйгурского автономного района.

## Население
Согласно переписи населения 2000 года, в округе проживает 3405,7 тыс. человек.
Национальный состав (2000):
| Народ   | Численность | Доля    |
| ------- | ----------- | ------- |
| Уйгуры  | 3 042 942   | 89,35 % |
| Китайцы | 311 770     | 9,15 %  |
| Таджики | 33 611      | 0,99 %  |

## Административное деление
Округ делится на 1 городской уезд, 10 уездов, 1 автономный уезд. Часть территорий на юго-западе являются спорными с Индией:
|    |                                      |                                      |                        |                                |                                   |                                   |                         |               |                            |  |
| #  | Статус                               | Название                             | Иероглифы              | Пиньинь                        | Уйгурский язык (арабский шрифт)   | Уйгурский язык (латинский шрифт)  | Население (2003, прим.) | Площадь (км²) | Плотность населения (/км²) |  |
| 1  | Городской уезд                       | Кашгар                               | 喀什市                 | Kāshí shì                      | قەشقەر شەھىرى                     | Qeshqer Shehiri                   | 350,000                 | 555           | 631                        |  |
| 2  | Уезд                                 | Шуфу (Токкузакбазар)                 | 疏附县                 | Shūfù xiàn                     | قەشقەر كونا شەھەر ناھىيىسى        | Qeshqer Kona Sheher Nahiyisi      | 370,000                 | 3,483         | 106                        |  |
| 3  | Уезд                                 | Янгишар                              | 疏勒县                 | Shūlè xiàn                     | قەشقەر يېڭىشەھەر ناھىيىسى         | Qeshqer Yéngisheher Nahiyisi      | 290,000                 | 2,262         | 128                        |  |
| 4  | Уезд                                 | Янгигисар                            | 英吉沙县               | Yīngjíshā xiàn                 | يېڭىسار ناھىيىسى                  | Yéngisar Nahiyisi                 | 230,000                 | 3,421         | 67                         |  |
| 5  | Уезд                                 | Посгам                               | 泽普县                 | Zépǔ xiàn                      | پوسكام ناھىيىسى                   | Poskam Nahiyisi                   | 180,000                 | 1,000         | 180                        |  |
| 6  | Уезд                                 | Яркенд                               | 莎车县                 | Shāchē xiàn                    | يەكەن ناھىيىسى                    | Yeken Nahiyisi                    | 620,000                 | 9,037         | 69                         |  |
| 7  | Уезд                                 | Каргалык                             | 叶城县                 | Yèchéng xiàn                   | قاغىلىق ناھىيىسى                  | Qaghiliq Nahiyisi                 | 370,000                 | 28,929        | 13                         |  |
| 8  | Уезд                                 | Меркет                               | 麦盖提县               | Màigàití xiàn                  | مەكىت ناھىيىسى                    | Mekit Nahiyisi                    | 210,000                 | 11,023        | 19                         |  |
| 9  | Уезд                                 | Юпурга                               | 岳普湖县               | Yuèpǔhú xiàn                   | يوپۇرغا ناھىيىسى                  | Yopurgha Nahiyisi                 | 140,000                 | 3,166         | 44                         |  |
| 10 | Уезд                                 | Файзабад                             | 伽师县                 | Jiāshī xiàn                    | پەيزىۋات ناھىيىسى                 | Peyzivat Nahiyisi                 | 330,000                 | 6,601         | 50                         |  |
| 11 | Уезд                                 | Маралбаши                            | 巴楚县                 | Bāchǔ xiàn                     | مارالبېشى ناھىيىسى                | Maralbeshi Nahiyisi               | 390,000                 | 18,491        | 21                         |  |
| 12 | Ташкурган-Таджикский автономный уезд | Ташкурган-Таджикский автономный уезд | 塔什库尔干塔吉克自治县 | Tǎshíkù'ěrgān Tǎjíkè zìzhìxiàn | تاشقۇرقان تاجىك ئاپتونوم ناھىيىسى | Tashqurqan Tajik Aptonom Nahiyisi | 30,000                  | 24,089        | 1                          |  |

## Экономика

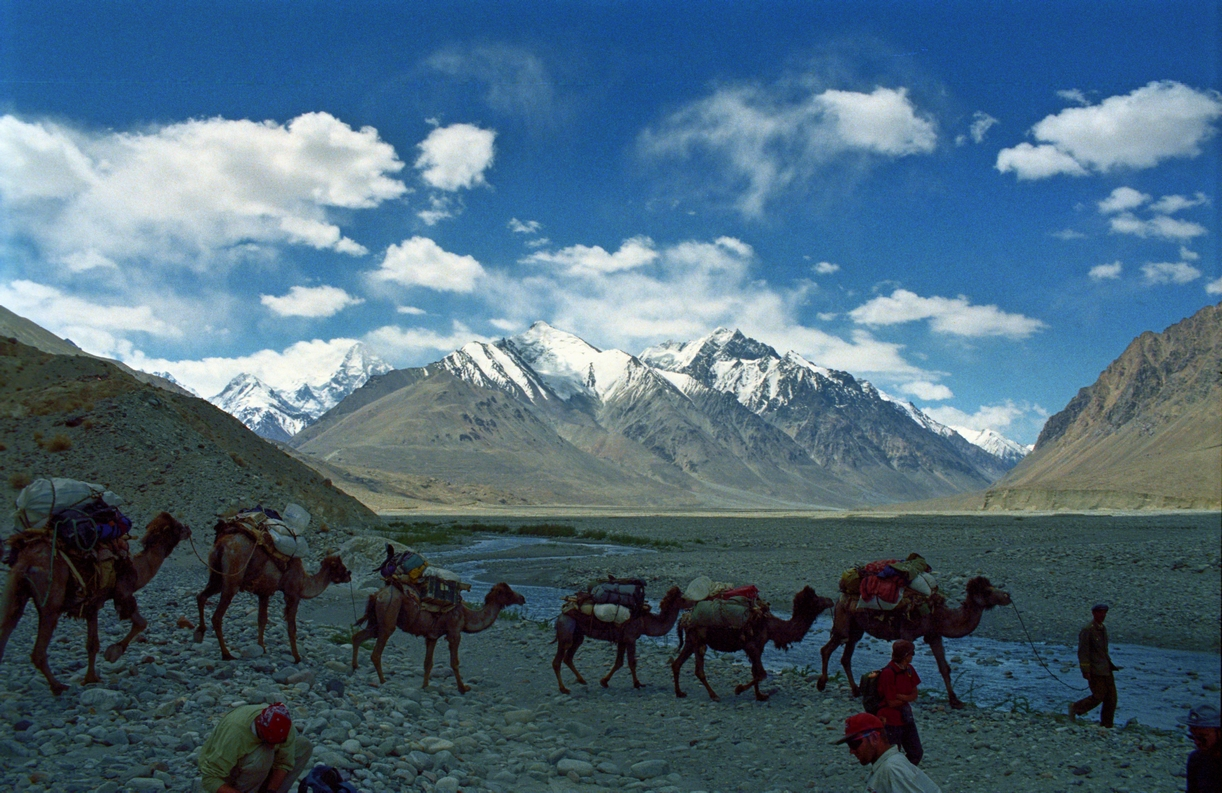
Караван в долине Кырчинбулак

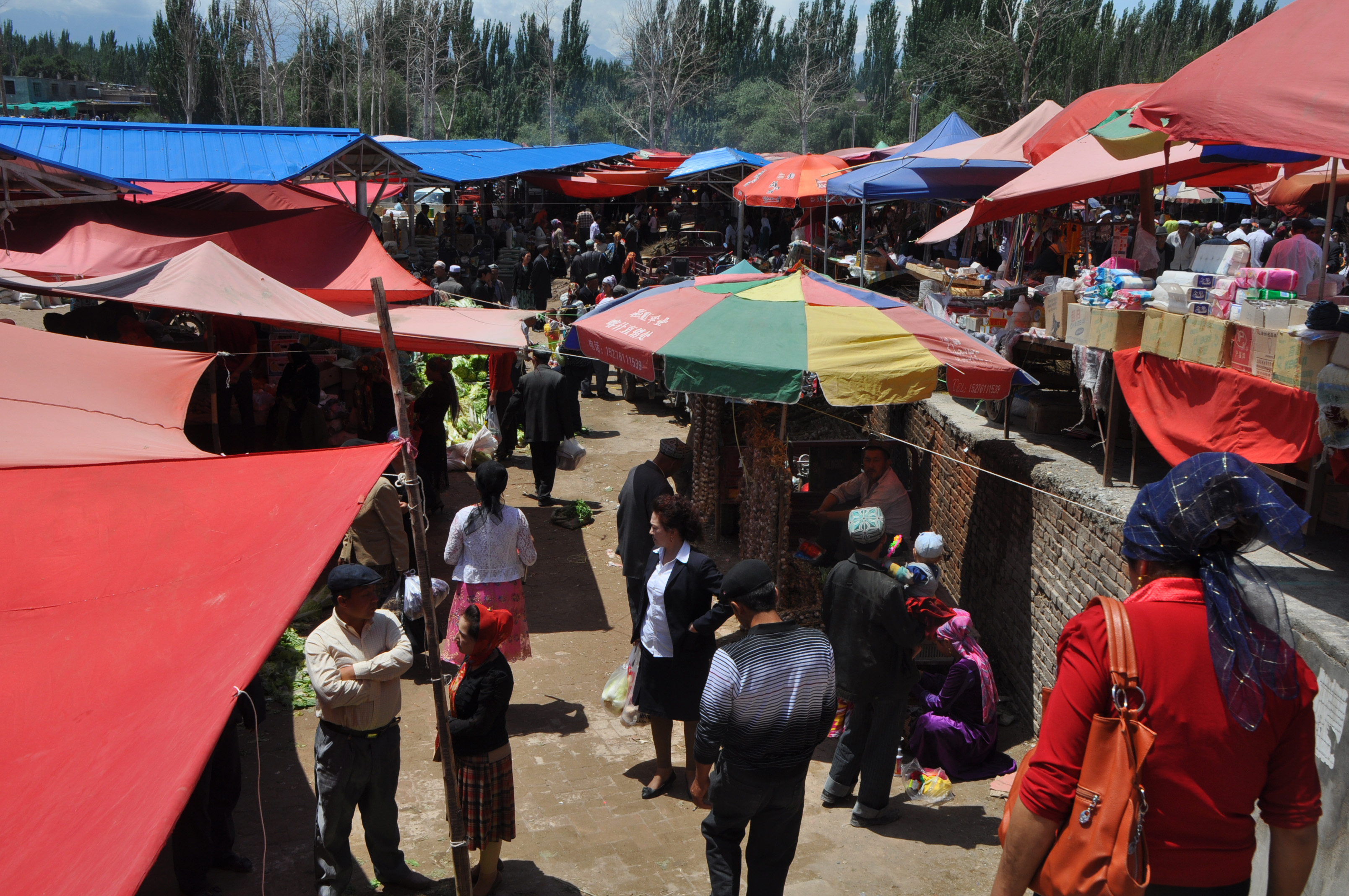
Базар в Упале

С начала 2000 года округ Кашгар приступил к развитию отрасли по производству лепешек наан, создав к октябрю 2021 года 14 индустриальных парков, 201 кооператив и 54 предприятия в этом секторе. В общей сложности было создано 37 тыс. новых рабочих мест. К концу 2021 года ежедневный объём производства лепешек в Кашгаре составил более 10 млн штук, а число занятых в этом секторе превысило 50 тыс. человек.
По итогам 2021 года ВРП Кашгарской зоны экономического развития составил 5,08 млрд юаней, а внешнеторговый оборот — 8,6 млрд юаней (около 1,3 млрд долл. США). По состоянию на 2022 год в зоне насчитывалось более 4 тыс. зарегистрированных предприятий, в том числе 216 внешнеторговых.
В первом полугодии 2023 года объем экспорта сельскохозяйственной продукции из округа Кашгар в страны Центральной Азии достиг 190 млн юаней (26,6 млн долл. США), увеличившись на 60,9 % в годовом исчислении.
В сентябре 2023 года в округе Кашгар была открыта Зона международного узлового порта ШОС (транспорт, логистика, пограничная торговля между Китаем и Центральной Азией).
По итогам 2023 года объем внешней торговли Кашгарского округа составил 83,68 млрд юаней, увеличившись на 71,2 % в годовом исчислении и составив 23,4 % от общего объема импорта и экспорта СУАР. В первом полугодии 2024 года объем внешней торговли Кашгарского округа составил 56,43 млрд юаней (+ 67,2 % в годовом исчислении), из которых 32,92 млрд юаней пришлись на комплексную бондовую зону округа.

### Промышленность
Кашгар является крупным центром по производству литиевых аккумуляторов для бытовой техники, электроинструментов, мотоциклов, автомобилей, дронов, ветровых и солнечных электростанций.

### Логистика
Из Кашгарского пограничного центра международной торговли грузы (главным образом мелкая бытовая техника, товары повседневного спроса, автомобили) экспортируются в страны Центральной Азии и Россию. Этот торговый комплекс объединяет в себе рынки, оптовые склады и гостиницы.

### Туризм
Живописные парки Бэйху и Паньтуо, расположенные на северо-западе города Кашгар, являются популярными местами для свадебной съемки и проведения свадеб.

### Сельское хозяйство
В округе разводят овец, коз и верблюдов, выращивают пшеницу, миндаль, сливы и вишни.

## Транспорт
Кашгар является логистическим узлом «Китайско-Пакистанского экономического коридора», ведущего в порт Гвадар (составными частями коридора являются автомагистраль, железная дорога, трубопровод и оптико-волоконные линии связи).
Важное значение имеют грузовые железнодорожные перевозки между Кашгаром и странами Центральной Азии и Европы, а также грузовые автомобильные перевозки между Кашгаром и Пакистаном.